# カリーヌ・ジャン＝ピエール
- カリーン・ジャンピエール

カリーヌ・ジャン＝ピエール（Karine Jean-Pierre、1977年8月13日 - ）は、2022年5月13日にジェン・サキの後任として就任したホワイトハウス報道官。ホワイトハウス報道官としては初の黒人・自身がLGBTQと公言している人物である。2021年から2022年にはホワイトハウス副報道官として勤務した。2020年アメリカ合衆国大統領選挙ではアメリカ合衆国副大統領候補のカマラ・ハリスの首席補佐官を務めた。
ジャン＝ピエールは以前、MoveOn.orgのシニアアドバイザー兼全米広報担当、さらにNBC NewsとMSNBCの政治アナリストとして勤務していた。また、コロンビア大学で国際関係・公共政策の講師も務めていた。

## 生い立ち
ジャン＝ピエールは、1977年8月13日にフランスの海外県のひとつ、マルティニークのフォール＝ド＝フランスで、ハイチ人の両親のもとに生まれた。年下の兄弟が2人おり、ジャン＝ピエールが5歳の時からニューヨークのクイーンズ・ヴィレッジで一緒に育った。母親は在宅医療者として働きながらペンテコステ派の教会で活動する一方、父親はタクシードライバーとして働いていた。両親が一週間の大半を共働きで留守にしていたことから、家ではジャン＝ピエールが他の兄弟の面倒を見ることが多かった。
ジャン・ピエールは、2019年に出版した自伝で、自身が7歳から10歳であった頃に従兄から性的虐待を受けていたことについて記している。
1993年、ロングアイランドのプレップ校、ケレンバーグ記念高校を卒業。1997年にはニューヨーク工科大学で理学学士を取得して卒業。2003年にはコロンビア大学国際公共政策大学院で公共経営修士号を取得した。彼女は同校で学生自治会に所属し、政治家を志すこととなった。

## 経歴

### 初期の経歴
大学院修了後、ジャン＝ピエールは立法問題課参事官・会計課参事官としてニューヨーク市議会議員、ジェームス・F・ジェンナーロのもとで働いた。2006年、彼女はワシントンDCに本部を置くNPO、ウォルマート・ウォッチに採用されている。2004年にはジョン・エドワーズの選挙運動に参加、南東部地域政治局長として活躍した。2014年からはコロンビア大学で教鞭を執り、国際関係・公共政策について教えている。

### オバマ＝バイデン政権

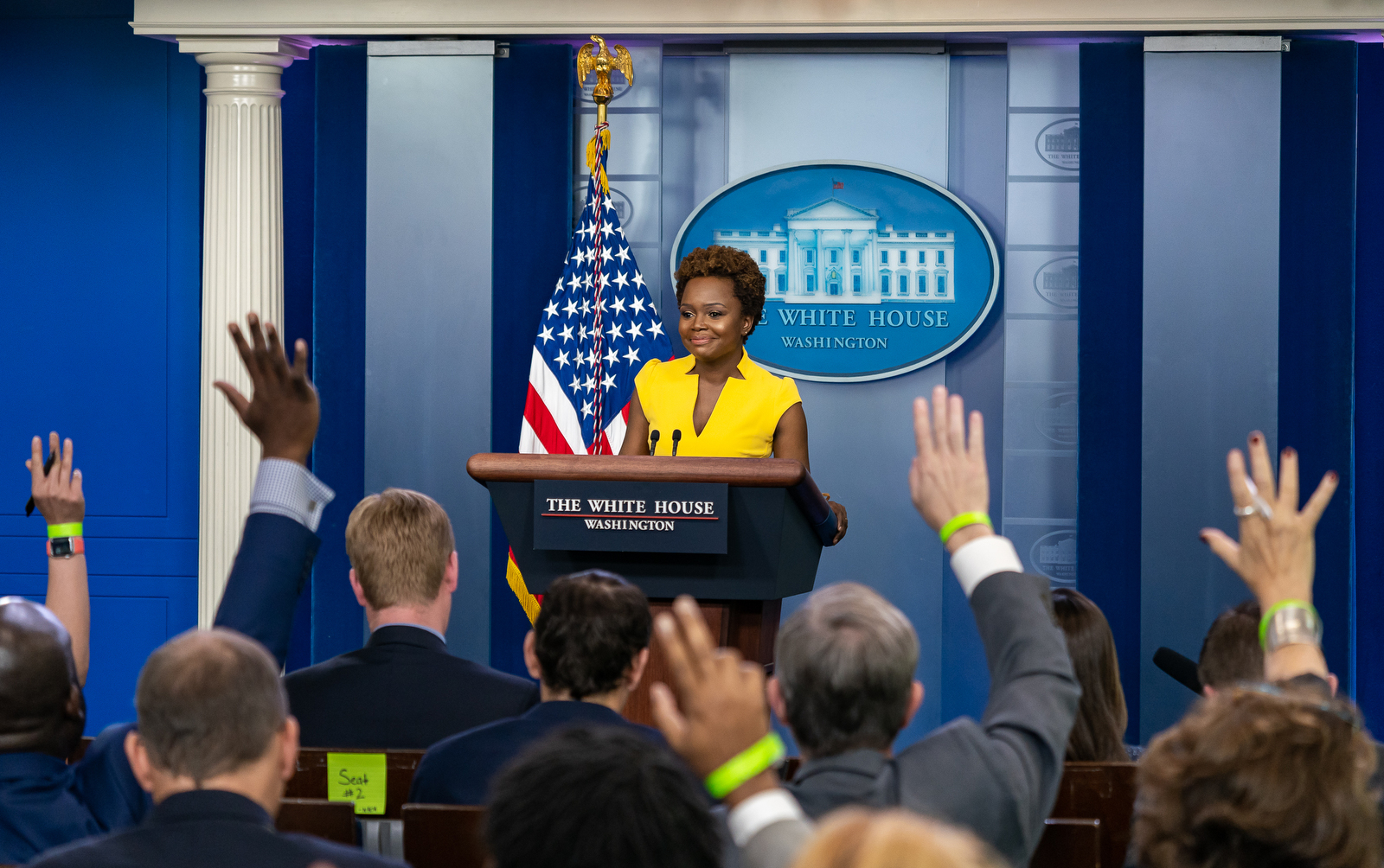
2021年5月、初の記者会見に臨むジャン＝ピエール。

ジャン＝ピエールは、バラク・オバマの2008年大統領選挙運動においては南東部地域政治局長を、オバマ政権の1期目ではホワイトハウス事務局政務局で地方政治局長を務めた。
2011年、ジャン＝ピエールはオバマ大統領再選に向けた選挙運動において全米激戦州副局長に就任した。彼女は代議員選出と投票アクセス過程を主導し、激戦州において政治的関与を統括し、各州が「選挙について周知するための最善の方法」を決定できるように支援を行った。
2016年には、マーティン・オマリーの2016年大統領選挙運動において副選挙事務長として働いた。

### MoveOnと政治的論評
2016年4月、革新系の圧力団体、MoveOnは2016年アメリカ合衆国大統領選挙にむけ、ジャン＝ピエールを上級顧問ならびに全米報道官に指名した。この指名についての発表の場で、MoveOnはジャン＝ピエールが「ドナルド・トランプに立ち向かうための大きな努力を含む、MoveOnの選挙活動についての助言、およびスポークスパーソンを務めるでしょう」と述べた。
2019年6月1日、ジャン＝ピエールは、大統領候補（当時）のカマラ・ハリスが出演するMoveOnフォーラムで司会を務めたが、動物権利活動家がステージに飛び込んでハリスに突進し、マイクを奪い取った。ジャン＝ピエールは2人のあいだに直接割って入り、男がハリスの夫ダグ・エムホフを含む警備員たちによってステージから追い出されるまで、ハリスと抗議者の間に立ち続けた。
2019年12月、ジャン＝ピエールはNBCニュースとMSNBCの政治アナリストに就任した。

### バイデン＝ハリス政権

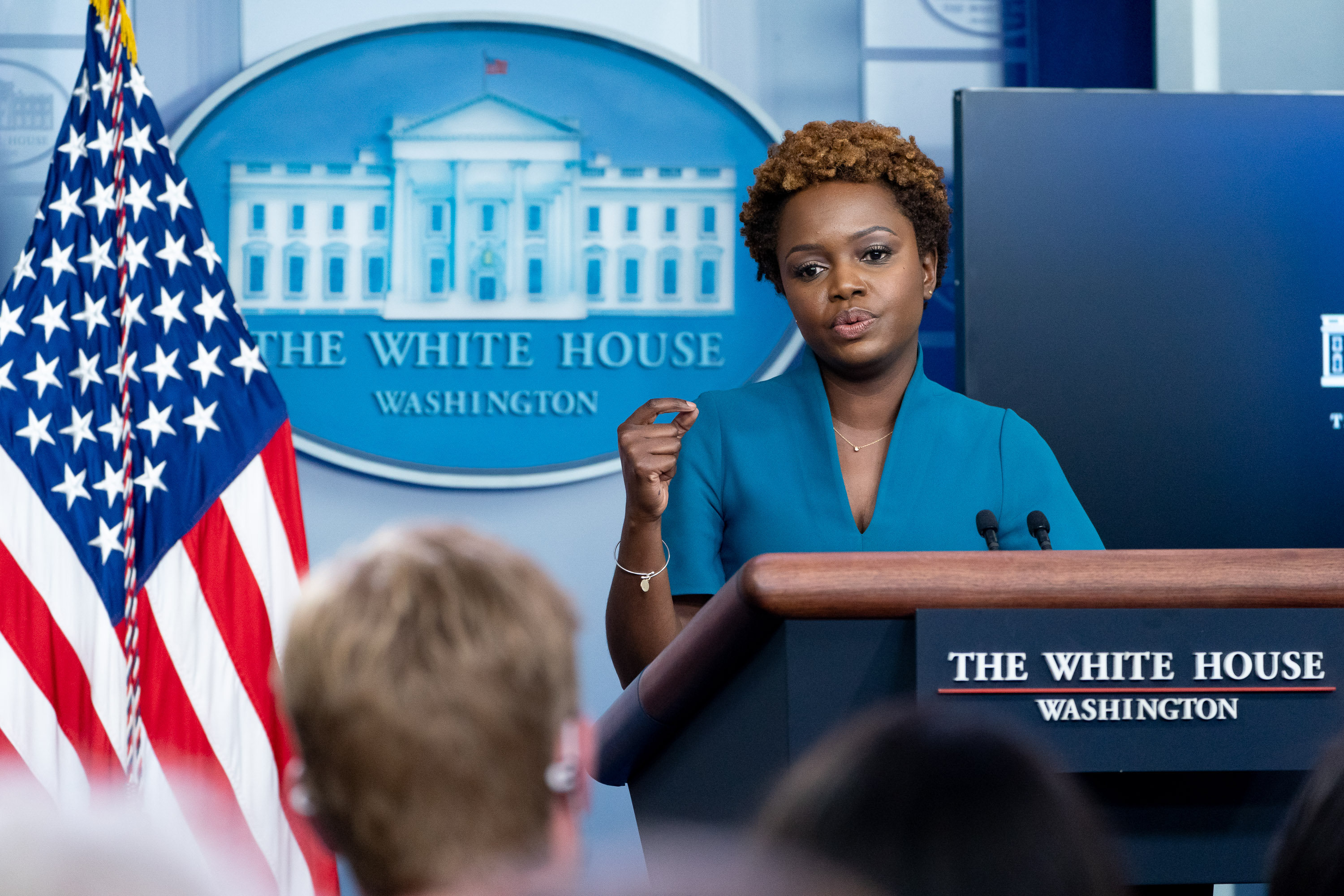
記者会見に臨むジャン＝ピエール。2021年7月。

ジョー・バイデンの2020年大統領選挙運動で、ジャン＝ピエールは上級顧問を務めた。2020年5月にバイデン陣営に参加した。これについて本人が『ヘイシアン・タイムズ』紙に語ったところによれば、未来を形作りたいという思いが動機となったという。選挙陣営側から参加への打診があった際に、ジャン＝ピエールは娘を見て「この選挙に関わらない手はない」と考えた、と語った。同年8月、この段階ではまだ何も情報が発表されていなかった、バイデン氏の副大統領候補の首席補佐官のポジションに、ジャン＝ピエールが就任することが発表された。
11月29日、バイデン＝ハリス政権移行チームが、ジャン＝ピエールは主席報道官代理に任命されたことを発表。翌2021年の5月26日、初めてホワイトハウスでの記者会見を行った。オープンリー・ゲイの女性としては初めて、黒人女性としては1991年以来初めてであった。さらに同年、アメリカのビジネス誌『Fast Company』の「Queer 50」リストに選出された。
2022年5月5日、ジャン＝ピエールは同月13日にジェン・サキの後任としてホワイトハウス報道官に就任することが発表された。

## 社会活動
ジャン＝ピエールはNPO法人"Center for Community and Corporate Ethics"でも活動している。2018年12月、ジャン＝ピエールは『ヘイシアン・タイムズ』紙の選ぶ「今年のハイチ人」6人のうちの1人に挙がった。2022年5月、『フォーブス』誌はジャン＝ピエールについて「傑出した民主党の活動家」であると評した。

## 私生活
2020年現在、ジャン＝ピエールは、パートナーでCNN特派員であるスザンヌ・マルヴォーと娘とともにワシントン首都圏在住。英語とフランス語、ハイチ・クレオール語に堪能。
2019年出版の自伝によれば、ジャン＝ピエールは12歳の初め頃に自殺未遂を起こしている。
インタビューの場において、ジャン＝ピエールはオバマ政権時代にホワイトハウスでオープンリー・ゲイのスタッフとして働いた経験について次のように語っている：「素晴らしかったのは、私がただ一人だったのではなく、多くの人のうちの一人だった、ということです。オバマ大統領は、『LGBTのスタッフを採用した』のではなく、たまたまLGBT当事者である実務経験者を採用したのです。ゲイであることをオープンにできる環境でオバマ大統領のもとで働くことは、とても名誉なことです。LGBTの課題を優先する政権の一員であることは、信じられない気持ちでした」。
ジャン＝ピエールは、2019年に最初の著書"Moving Forward"を出版した。テレビ局WJLA-TVはこの本について、彼女の私生活や職歴について振り返りながら、読者に対しては政治に関わることを勧めている内容であることから、「一部は回想録、一部は[政治参加への]呼びかけ」と表現している。

## 著書
- 『Moving Forward: A Story of Hope, Hard Work, and the Promise of America』en:Hanover Square Press、New York、2019年11月5日。ISBN 978-1-335-91783-6。